# Кинофестиваль в Авориазе 1984 года
XII Международный фестиваль фантастического кино в Авориазе (кинофестиваль) (фр. Le 12eme edition du Festival international du film fantastique d’Avoriaz) проходил во французских Альпах (Франция) в январе 1984 года.

## Жюри
- Джон Франкехаймер (John Frankenheimer) — президент
- Марио Адорф (Mario Adorf)
- Жаклин Биссет (Jacqueline Bisset)
- Мари-Франс Пизье (Marie-France Pisier)
- Теренс Янг (Terence Young)
- Анджей Жулавский (Andrzej Zulawski)
- Эдуардо Арройо (Eduardo Arroyo)
- Режин Дефорж ((Regine Desforges)
- Роже Анен (Roger Hanin)
- Жан-Пьер Марьель (Jean-Pierre Marielle)
- Анри Сальвадор (Henri Salvador)
- Пьер Шёндёрффер (Pierre Schoendoerffer)
- Жан-Шарль Таккелла (Jean-Charles Tacchella)

## Лауреаты
- Гран-при: «Лифт» (De lift), Голландия, 1983, режиссёр Дик Мас
- Спец. приз жюри: «Четвертый мужчина» (Die vierde man), Голландия, 1982, режиссёр Пауль Верхувен
- Приз «Саспенс в духе Хичкока»: «Мёртвая зона» (Dead Zone), Канада, 1983, режиссёр Дэвид Кроненберг
- Приз критики: «Мёртвая зона» (Dead Zone), Канада, 1983, режиссёр Дэвид Кроненберг
- Приз «Золотая антенна»: «Мёртвая зона» (Dead Zone), Канада, 1983, режиссёр Дэвид Кроненберг

## Номинанты
- «Мозговой штурм» (Brainstorm), США, 1983, режиссёр Даглас Трамбалл
- «Кристина» (Christine), США, 1983, режиссёр Джон Карпентер
- «Крулл» (Krull), США, 1983, режиссёр Питер Йейтс
- «Возвращение капитана-невидимки» (Return of Captain Invincible, The), США, 1983, режиссёр Филип Мора
- «Спазмы» (Spasms), США, 1983, режиссёр Уильям Фруэт
- «Странные пришельцы» (Strange Invaders), США, 1983, режиссёр Майкл Лофлин
- «Завещание» (Testament), США, 1983, режиссёр Линн Литман
- «Путешествие времени» (Timerider: The Adventure of Lyle Swann), США, 1982, режиссёр Уильям Дир
- «Травма» (Trauma), ФРГ, 1983, режиссёр Габи Кубах
- «Дикие звери» (Belve feroci), Италия, 1984, режиссёр Франко Проспери
- «Именно так зло и приходит» (Something Wicked This Way Comes), США, 1984, режиссёр Джек Клейтон
- «Клэш» (Clash), Франция , 1984, режиссёр Рафаэль Дельпар